# 松浦昌
松浦 昌（まつら まさし）は、江戸時代前期から中期にかけての大名。肥前国平戸新田藩初代藩主。平戸藩4代藩主・松浦鎮信の次男。

## 生涯
寛文5年（1665年）6月14日、4代将軍徳川家綱に御目見する。元禄元年（1688年）4月27日、江戸城の中奥に勤務する。元禄2年（1689年）7月3日、父鎮信の隠居により、志佐・調川に1万石を分与されて支藩である平戸新田藩を立藩した。江戸城の帝鑑の間詰めとなる。宝永3年（1706年）5月7日に家督を長男の邑に譲って隠居した。隠居号は退入と号した。
享保21年（1736年）正月10日に86歳で死去した。
『土芥寇讎記』に、蹴鞠を趣味にしていたことが記されている。

## 系譜
父母
- 松浦鎮信（父）
- 志佐氏 ー 側室（母）

正室
- 加藤泰興の娘

子女
- 松浦邑（長男）生母は正室
- 松浦馮（次男）
- 松浦信守（五男）
- 千本倶隆（六男）